# ملعب زعبيل
استاد زعبيل هو ملعب (استاد) رياضي متعدد الاستخدامات موجود في منطقة زعبيل في إمارة دبي، الإمارات العربية المتحدة. يعتبر المقر الرسمي لنادي الوصل الرياضي الثقافي.
يضم الملعب استاد كرة قدم تم تحديثه مؤخراً بسعة 18000 مقعداً.
يعد ملعب زعبيل الملعب الرسمي لنادي الوصل الإماراتي في دوري الخليج العربي. في 11 مايو 2001، أقامت فرقة البوب الأيرلندية ويست لايف حفلة موسيقية ضمن جولتها Where Dreams Come True لدعم ألبومها Coast to Coast.